# Léon Vanderstuyft
Léon Vanderstuyft, född 5 maj 1890 i Ieper, död 26 februari 1964 i Paris, var en belgisk professionell tävlingscyklist. Han var bror till Arthur Vanderstuyft.
Vanderstuyft vann världsmästerskapet i stayeråkning 1922 och blev hösten 1924 världsberömd för sina rekordåkningar med motorpace och vindskydd. Han förbättrade 1924–1928 på autodromen vid Montlhéry tre gånger världsrekordet i entimmesåkning efter motorpace. Vid den sista körningen var han på raksträckorna uppe i hastigheter på 135 kilometer i timmen – den högsta fart en cyklist någonsin dittills kommit upp till. Efter att han slutade som aktiv var han en av kontinentens mest anlitade motorpacemakers.